# Рагимзаде, Вюгар Гянджали оглы
Вюгар Гянджали оглы Рагимзаде (азерб. Rəhimzadə Vüqar Gəncəli oğlu; род. 24 мая 1967, Джульфинский район, Азербайджанская ССР) — государственный и политический деятель. Депутат Милли меджлиса Азербайджанской Республики II и VII созывов. Доктор политических наук. Заслуженный журналист Азербайджана (2005).

## Биография
Родился Вюгар Рагимзаде 24 мая 1967 года в селе Салтаг, ныне Джульфинского района Республики Азербайджан. В 1984 году окончил обучение в Салтагской сельской средней школе. После окончания школы поступил на вечернее отделение Азербайджанского института нефти и химии имени Азизбекова. С этого же года начал трудовую деятельность. Работал в ремонтно-строительном управлении № 1 треста" Азернефткимязаводмир" на должностях подсобного рабочего и слесаря-монтажника.
С 1985 по 1987 годы проходил срочную военную службу в Советской армии, служил в Иркутской области . После окончания военной службы, продолжил получать высшее образование и вновь вернулся на работу в трест. В этот период он начал сотрудничество с рядом республиканских газет.
С октября 1989 года работал корреспондентом многотиражной газеты "Böyük kimya uğrunda". В июле 1990 года был назначен редактором этой газеты.
С 1991 года продолжает журналистскую деятельность в газете "İki sahil" сначала в качестве ответственного секретаря, а затем главного редактора. С 1997 по 2000 годы работал заместителем генерального директора по социальным вопросам в производственном объединении «Азернефтяг».
В 1992 году  завершил обучение в Азербайджанском государственном университете нефти и промышленности, а в 2006 году окончил обучение на юридическом факультете Бакинского государственного университета.
Член Союза журналистов Азербайджана. В 1994 году за плодотворную работу в прессе был удостоен диплома "Kamil sənətkar". Лауреат премии "Золотое перо".
На парламентских выборах в ноябре 2000 года был избран депутатом Милли Меджлиса Азербайджанской Республики II созыва по 5-му Джульфа-Ордубадскому избирательному округу. Член партии "Новый Азербайджан". С сентября 2021 года является председателем Хатаинской районной организации.
В 2003 году стал членом организационного комитета по созданию Совета прессы Азербайджана, а на I съезде журналистов Азербайджана был избран членом Правления Совета прессы. В настоящее время является членом Правления Совета прессы.
В сентября 2024 года на парламентских выборах в Азербайджане 1 сентября одержал победу в Ордубад-Джульфинском избирательном округе №6. Официально стал депутатом Милли Меджлиса Азербайджана седьмого созыва, первое заседание которого состоялось 23 сентября 2024 года.
Женат, воспитал троих детей.

## Награды
- Заслуженный журналист Азербайджана (21 июля 2005) — по случаю 130-летия национальной прессы Азербайджана, за заслуги в развитии журналистики[6].
- Национальная премия «Лучший из лучших» (2010 год) — за заслуги в развитии прессы[7].
- Орден «За службу Отечеству» III степени (18 июля 2011) — за плодотворную деятельность в развитии национальной печати в Азербайджанской Республике[8].
- Медаль «100-летие Азербайджанской Демократической Республики» (27 мая 2019).
- Орден «За службу Отечеству» II степени (30 ноября 2022) — за активное участие в общественно-политической жизни Азербайджанской Республики[9].